# Dimorphocalyx ixoroides
Dimorphocalyx ixoroides är en törelväxtart som först beskrevs av Charles Budd Robinson, och fick sitt nu gällande namn av Airy Shaw. Dimorphocalyx ixoroides ingår i släktet Dimorphocalyx och familjen törelväxter.
Artens utbredningsområde är Filippinerna. Inga underarter finns listade i Catalogue of Life.